# نیل داکسبری
نیل داکسبری حقوقدان پژوهشگر انگلیسی است.

## سوابق تحصیلی
او مدرک کارشناسی ارشد خود را از دانشکدهٔ حقوق دانشگاه هال در سال ۱۹۸۴ دریافت کرد. همچنین دکترای خود را در سال ۱۹۸۸ از مدرسه اقتصاد لندن اخذ نمود.

## سوابق شغلی
داکسبری استاد حقوق انگلیس در مدرسهٔ اقتصاد لندن است. او در سال ۲۰۱۰ به عنوان عضو آکادمی علوم بریتانیا شد.

## کتابشناسی
برخی از کتابهای او عبارتند از:
- الگوهای فلسفهٔ حقوق آمریکایی
- ماهیت و وثاقت رویهٔ قضایی
- عناصر قانون‌گذاری
- حقوقدان‌ها و قاضی‌ها: رساله‌ای در باب اثرگذاری
- عدالت تصادفی: در باب انداختن قرعه و تصمیم‌گیری حقوقی
- فردریک پالاک و سنت حقوقی انگلیسی

## در زبان فارسی
از بین آثار داکسبری تا کنون یک کتاب و یک مدخل به زبان فارسی ترجمه و منتشر شده است. مدخلی که داکسبری در مجموعه «راهنمای نظریه حقوقی بلک‌ول» نوشته از سوی انتشارات ترجمان ترجمه و منتشر شده است. همچنین کتاب «حقوقدانان و قضات: رساله‌ای در باب اثرگذاری» توسط ابراهیم دهنوی ترجمه و از سوی انتشارات پژوهشگاه قوه قضائیه عرضه شده است. 